# Língua mansi
Língua mansi (anteriormente, conhecida como vogul) é a língua úgrica do povo Mansi. É falada em partes do território da Rússia, em torno do Rio Ob e seus afluentes, incluindo o distrito autônomo de Khântia-Mânsia e o Oblast de Sverdlovsk. De acordo com o censo de 2002, havia 2 746 falantes de mansi na Rússia.

## Consoantes
|                     | Labial | Alveolar | Alveolo- Palatal    | Pós- alveolar | Velar           | Velar                   |
| Plana               | Labial | Alveolar | Alveolo- Palatal    | Pós- alveolar | Labializada     |                         |
| ------------------- | ------ | -------- | ------------------- | ------------- | --------------- | ----------------------- |
| Nasal oclusiva      | /m/ м  | /n/ н    | /nʲ/ нь             |               | /ŋ/ ӈ           | /ŋʷ/ ӈв                 |
| Oclusiva            | /p/ п  | /t/ т    | /tʲ/ ть             |               | /k/ к           | /kʷ/ кв                 |
| Africada            |        |          | /tsʲ/ [1] ~ /sʲ/ сь |               |                 |                         |
| Fricativa           |        | /s/ с    | /tsʲ/ [1] ~ /sʲ/ сь | /ʃ/ [2] ш     | /x/ [3] /ɣ/ х г | /xʷ/ [3] *ɣʷ [4] хв (в) |
| Semivogal           |        |          | /j/ й               |               |                 | /w/ ў, в                |
| Lateral aproximante |        | /l/ л    | /lʲ/ ль             |               |                 |                         |
| Vibrante            |        | /r/ р    |                     |               |                 |                         |

O inventário apresentado aqui é uma coleção a de segmentos encontrados nas variedades Mansi. Algumas observações:
1. / tsʲ / foi encontrada apenas no Mansi Meridional e corresponde a / sʲ / nas outras variedades.
2. / ʃ / está ausente na maioria dos dialetos dos grupos do Norte e do Leste, tendo se fundido em / s /.
3. As fricativas de velares surdas / x /, / xʷ / são encontradas apenas no grupo do Norte e no dialeto de Konda Inferior do grupo Oriental, resultante de aspiração de * k, * kʷ adjacentes às vogais posteriores originais.
4. De acordo com Honti, um contraste entre * we * poderia ser reconstruído, mas isso não aparece em nenhuma das variedades atestadas.
5. O contraste de labialização entre velares remonta ao Proto-Mansi, mas foi em várias variedades reforçadas pela labialização de velares adjacentes às vogais arredondadas. Em particular, Proto-Mansi * yK → Núcleo Mansi * æKʷ (uma forma de trans-fonologização).

## Vogais
Os sistemas de vogais em Mansi mostram grande variedade. Como era típico das línguas urálicas, muitas outras distinções vocálicas eram mais possíveis nas sílabas iniciais, tônicas do que nas não-tônicas. Podem ser encontrados até 19 contrastes tônicos de vogais nos dialetos ocidental e oriental, enquanto que Mansi do norte tem um sistema muito reduzido, em grande parte simétrico de 8 vogais, embora sem ** **  / e / e longo * *  / iː /:

## Variantes

Dialetos do Mansi e do Khanti).
Mansi Setentrional
Mansi Ocidental e Meridional
Mansi Oriental